# Polonia Varsovie (club d'échecs)
Pour les articles homonymes, voir Polonia Varsovie.
Le club d'échecs Polonia Varsovie (en polonais : Polonia Warszawa Spółka Akcyjna) est un club d'échecs basé dans la ville de Varsovie, en Pologne. Il était l'une des divisions du club Polonia Varsovie, qui compte aussi un club de football et un club de basket-ball.

## Histoire du club
Le Polonia Varsovie est à l'origine un club de football, qui s'est diversifié. Il a été formé à l'automne 1911, sous le nom de KKS Polonia Varsovie, et réunissait deux clubs lycéens de la ville. Il a été fondé par Wacław Denhoff-Czarnocki, qui nomme ce nouveau club en référence aux nombreux étrangers présents dans la capitale polonaise, et notamment aux italiens, pour qui « Polonia » signifie Pologne.   
La division échiquéenne obtient pour la première fois un titre de champion de Pologne des clubs d'échecs en mal 1959. D'autres titres suivent, en 1996, puis consécutivement de 1999 à 2006.  
En 2007, il est externalisé pour des raisons financières. Il prend son indépendance de l'association-mère. Dès le premier championnat, il remporte le championnat de Pologne des clubs, en 2009. L'effectif du club incluait notamment Michał Krasenkow, Bartłomiej Macieja, Robert Kempiński et Eduardas Rozentalis.

## Palmarès
Le Polonia Varsovie est champion de Pologne en 1959, 1996, 1999, 2000, 2001, 2002, 2003, 2004, 2005, 2006, 2009, 2012.
Il est vice-champion de Pologne en 1993, 1997, 1998.
Le club est aussi vice-champion d'Europe à plusieurs reprises, en 1997, 1998, 2001, 2003 et 2005. 
Il est termine aussi à la troisième place lors de la coupe d'Europe de 2002.

## Effectif

### Joueurs célèbres ayant joué au club
En 1996 jouent au club notamment Michał Krasenkow, Bartłomiej Macieja, Robert Kempiński et Eduardas Rozentalis, Jacek Gdanski.